# Geovanni Mauricio Paz Hurtado
brasão
Geovanni Mauricio Paz Hurtado (Cotacachi, província de Imbabura, Equador, 30 de novembro de 1962) é um clérigo equatoriano e bispo católico romano de Latacunga.
Geovanni Mauricio Paz Hurtado obteve seu diploma de ingresso na universidade após cursar o ensino fundamental no Colégio Sánchez y Cifuentes em Ibarra. Estudou filosofia e teologia no seminário Nuestra Señora de La Esperanza e recebeu o sacramento da ordenação pela diocese de Ibarra em 29 de junho de 1988 pelo bispo Luis Oswaldo Pérez Calderón e trabalhou até 1996 como pároco em sua diocese natal. De 1997 a 2006 trabalhou como pastor na diocese cubana de Cienfuegos e a partir de 2000 também coordenou as atividades missionárias ali. Em seguida, voltou ao Equador e foi Vigário Geral da Diocese de Ibarra de 2012 a 2016, depois de ter sido Vigário Geral Adjunto desde 2011. De 2012 a 2016 ele também ensinou missiologia no seminário Nuestra Señora de La Esperanza.
Em 30 de novembro de 2016, o Papa Francisco o nomeou Bispo de Latacunga. O Núncio Apostólico no Equador, Dom Giacomo Guido Ottonello, doou-lhe a ordenação episcopal no dia 20 de janeiro do ano seguinte. Os co-consagradores foram o Arcebispo de Quito, Fausto Gabriel Trávez Trávez OFM, e o Bispo de Ibarra, Valter Dario Maggi.